# تشكيل الضفة الجيولوجي
تشكيل الضفة هو تكوين جيولوجي في المملكة العربية السعودية والوحدة الأدنى في مجموعة السقا. يعود تاريخها إلى مرحلة الكامباني للعصر الطباشيري المتأخر. تتألف مكوناتها الحجرية من الحجر الرملي والحجر الغريني والطين الجيري، مع رصيص جرانيتي قاعدي والعقيدات الفوسفاتية. كما توجد طبقات فيريكريتية ‏. تم إيداعه في ظروف بحرية هامشية قريبة من اليابسة. استخرج من التكوين بقايا كائنات قديمة تتمثل في الأسماك والزواحف البحرية  وبقايا الديناصورات.

## الفقاريات القديمة

### سمك
| أسماك تشكيل الضفة   | أسماك تشكيل الضفة | أسماك تشكيل الضفة | أسماك تشكيل الضفة | أسماك تشكيل الضفة | أسماك تشكيل الضفة | أسماك تشكيل الضفة |
| الجنس               | النوع             | الموقع            | الموضع الطبقي     | التوافر           | الملاحظات         | الصور             |
| ------------------- | ----------------- | ----------------- | ----------------- | ----------------- | ----------------- | ----------------- |
| قرنية الأسنان       | غير محدد          |                   |                   | أصداف نابية       | سمكة رئوية        |                   |
| راجع Enchodus       | غير محدد          |                   |                   | أسنان             |                   |                   |
| راجع Protosphyraena | غير محدد          |                   |                   | أسنان             | Pachycormid       |                   |
| ؟ Anacoracidae      | غير محدد          |                   |                   | فقرة              |                   |                   |
| سمك الرمح           | غير محدد          |                   |                   | العمود الفقري     |                   |                   |
| Pycnodontiformes    | غير محدد          |                   |                   | أسنان             |                   |                   |

| كروكوديليفيس تشكيل الضفة | كروكوديليفيس تشكيل الضفة | كروكوديليفيس تشكيل الضفة | كروكوديليفيس تشكيل الضفة | كروكوديليفيس تشكيل الضفة | كروكوديليفيس تشكيل الضفة | كروكوديليفيس تشكيل الضفة |
| الجنس                    | النوع                    | الموقع                   | الموضع الطبقي            | التوافر                  | الملاحظات                | الصور                    |
| ------------------------ | ------------------------ | ------------------------ | ------------------------ | ------------------------ | ------------------------ | ------------------------ |
| ديراصوريات               | غير محدد                 |                          |                          | فقرتين                   |                          |                          |
| تمساحيات الشكل           | غير محدد                 |                          |                          | جزء الجمجمة              |                          |                          |

### البليزوصورات
| بليزوصورات من تشكيل الضفة | بليزوصورات من تشكيل الضفة | بليزوصورات من تشكيل الضفة | بليزوصورات من تشكيل الضفة | بليزوصورات من تشكيل الضفة | بليزوصورات من تشكيل الضفة | بليزوصورات من تشكيل الضفة |
| الجنس                     | النوع                     | الموقع                    | الموضع الطبقي             | التوافر                   | الملاحظات                 | الصور                     |
| ------------------------- | ------------------------- | ------------------------- | ------------------------- | ------------------------- | ------------------------- | ------------------------- |
| عظايا مفلطحة              | غير محدد                  |                           |                           | جزء منقاري من جمجمة       |                           |                           |

### الحرشفيات
| حرشفيات تشكيل الضفة | حرشفيات تشكيل الضفة | حرشفيات تشكيل الضفة | حرشفيات تشكيل الضفة | حرشفيات تشكيل الضفة | حرشفيات تشكيل الضفة  | حرشفيات تشكيل الضفة |
| الجنس               | النوع               | الموقع              | الموضع الطبقي       | التوافر             | الملاحظات            | الصور               |
| ------------------- | ------------------- | ------------------- | ------------------- | ------------------- | -------------------- | ------------------- |
| Prognathodon        | غير محدد            |                     |                     | أسنان               | موزاصور              |                     |
| راجع Pachyvaranus   | غير محدد            |                     |                     | فقرات               | المائية بجنون العظمة |                     |
| موزاصوريات          |                     |                     |                     | فقير فقاري          |                      |                     |
| Plioplatecarpinae   | غير محدد            |                     |                     | فقرة الظهرية        |                      |                     |

### السلاحف
| السلاحف من تشكيل الضفة | السلاحف من تشكيل الضفة | السلاحف من تشكيل الضفة | السلاحف من تشكيل الضفة | السلاحف من تشكيل الضفة           | السلاحف من تشكيل الضفة | السلاحف من تشكيل الضفة |
| الجنس                  | النوع                  | الموقع                 | الموضع الطبقي          | التوافر                          | الملاحظات              | الصور                  |
| ---------------------- | ---------------------- | ---------------------- | ---------------------- | -------------------------------- | ---------------------- | ---------------------- |
| بوثريميات              | غير محدد               |                        |                        | شظايا الحرشفة القرنية وعظم الفخذ |                        |                        |

### الديناصورات غير الطيور
| الديناصورات من تشكيل الضفة | الديناصورات من تشكيل الضفة | الديناصورات من تشكيل الضفة | الديناصورات من تشكيل الضفة | الديناصورات من تشكيل الضفة                  | الديناصورات من تشكيل الضفة | الديناصورات من تشكيل الضفة |
| الجنس                      | النوع                      | الموقع                     | الموضع الطبقي              | التوافر                                     | الملاحظات                  | الصور                      |
| -------------------------- | -------------------------- | -------------------------- | -------------------------- | ------------------------------------------- | -------------------------- | -------------------------- |
| Abelisauridae              | غير محدد                   |                            |                            | اثنين من أسنانه                             |                            |                            |
| تيتانوصور                  | غير محدد                   |                            |                            | سبعة فقرات ذيلية وعلى ما يبدو من نفس الفرد. |                            |                            |